# 包地特河
包地特河（Baudette River）是美國明尼蘇達州北部雷尼河（Rainy River）的短支流，與雷尼河、伍茲湖（Lake of the Woods）、溫尼伯河（Winnipeg River）、溫尼伯湖（Lake Winnipeg）和尼爾遜河（Nelson River）同屬哈德遜灣流域。
包地特河流經伍茲湖縣東部，主要向東北偏北方向流去，在包地特與雨河匯流。